# 查爾斯·奧古斯都·斐茲洛伊
查爾斯·奧古斯都·斐茲洛伊（Charles Augustus FitzRoy，1796年6月10日—1858年2月16日），出身英國德比郡，是軍官、政治家，曾任新南威爾斯州州長。

## 生平
查爾斯·斐茲洛伊來自葛拉夫頓公爵家族。
1845年他被選為新南威爾斯州州長。
1847年他擔任北澳大利亞殖民地的總督。

## 逝世
1855年1月28日，查爾斯·斐茲洛伊離開澳大利亞返回英格蘭。他於1858年2月16日在倫敦去世，享壽61歲。